# Mlăceni
Mlăceni – wieś w Rumunii, w okręgu Vâlcea, w gminie Perișani. W 2011 roku liczyła 587 mieszkańców.